# 정기창 (1889년)
정기창(鄭基昌, 일본식 이름: 日出原基昌히노데하라 기쇼, 1889년 2월 22일 ~ ?)은 일제강점기의 경찰 겸 관료이다. 일제 강점기에는 경상북도 고령군수, 칠곡군수, 영주군수를 지내고 해방 이후에는 경상북도 대구경찰서장, 대구소방서장을 거쳐 경상북도 영주군수에 임명되었다. 1949년 1월 20일에는 반민족행위특별조사위원회에 자수하였으며, 풀려난 뒤 대구 제1구경찰서장과 대구소방서장을 역임했다.

## 생애
원적은 경상북도 대구부 수정(竪町) 35번지이며 아버지 정종환은 관료였다. 1909년(융희 3년) 경상남도 마산경찰서에서 경상남도 관찰도 순사로 근무했으며, 1910년 8월 29일에 한일 병합 조약이 체결된 이후에도 계속 경찰관으로 남아 있었다. 1911년 6월 경찰관서 통역생 겸 순사보로 임명되었다. 1912년 보통문과시험에 합격했고 같은 해 8월 1일 일본 정부로부터 한국병합기념장을 받았다.
1912년 12월 19일 경상남도 마산경찰서 경부로 임명되었지만, 1915년 6월 24일 사직했다. 1916년 경부로 복직한 뒤부터 1929년까지 경상북도 영천경찰서와 성주경찰서, 선산경찰서, 포항경찰서, 대구경찰서에서 근무했고, 1928년 11월 16일 일본 정부로부터 쇼와대례기념장을 받았다.
1929년 9월 16일 경상북도 도경시로 임명된 뒤부터 경찰부 경무과, 순사교습소장, 경찰관교습소장을 역임했으며, 1934년 10월 6일 일본 정부로부터 훈6등 서보장, 1939년 12월 14일 훈5등 서보장을 받았다. 1937년 1월 22일 경상북도 고령군수, 1940년 9월 30일 경상북도 칠곡군수로 각각 임명되었으며 1943년 9월 30일 경상북도 영주군수로 임명되었다.
경상북도 고령군수 재직 시절에 일어난 중일 전쟁 당시 군수품 공출, 국방사상 보급 및 선전, 군인 및 유가족 후원, 국방헌금 취전에 관한 업무를 수행했으며, 1939년 11월 1일 정5위, 1944년 12월 28일 고등관 3등에 각각 서위되었다. 광복 이후에 경상북도 대구경찰서장을 역임했다.
1945년 9월 1일 다시 경상북도 영주군수에 임명되었다가 12월 8일 퇴임하였다. 1949년 1월 20일에는 이력서를 들고 반민족행위특별조사위원회에 자수하였다. 이후 풀려나 대구 제1구경찰서장, 경상북도 대구소방서장을 역임했다. 1951년 3월 30일 국제연합 한국협회 경북지부를 창립할 때 참여, 국제연합 경북지부 이사에 피선되었다.

### 사후
친일파 708인 명단의 경시 부문, 민족문제연구소의 친일인명사전 수록자 명단의 경찰 부문, 관료 부문, 친일반민족행위진상규명위원회가 발표한 친일반민족행위 705인 명단에 포함되었다.

## 가족 관계
- 아버지 : 정종환(鄭宗煥)
- 어머니 : ?
- 부인 : 이난수(李蘭秀, 1897년 2월 ~ ?)
  - 아들 : 정태인(鄭仁泰, 1916년 ~ ?)
  - 딸 : 정경진(鄭敬眞, 1917년 ~ ?)
  - 아들 : 정인걸(鄭仁傑, 1922년 ~ )
  - 딸 : 정천진(鄭天眞, 1924년 ~ )
- 처부 : 이건우(李建宇)
- 처모 : ?

## 참고 문헌
- 친일반민족행위진상규명위원회 (2009). 〈정기창〉. 《친일반민족행위진상규명 보고서 Ⅳ-16》. 서울. 25~30쪽.